# Harle Gatt
Die Harle Gatt ist ein Frachtschiff für küstennahen Verkehr. Das RoRo-Schiff wird zur Versorgung der Nordseeinsel Wangerooge eingesetzt und transportiert alle auf Wangerooge gebrauchten Güter wie Waren, Baumaterialien, Fahrzeuge oder Rohstoffe. Die Güter werden am Anleger in Wangerooge auf die Inselbahn umgeladen.
Eingesetzt wird die Harle Gatt unabhängig von den durch die SIW Schifffahrt und Inselbahn Wangerooge betriebenen Personenfähren Harlingerland und Wangerooge durch die Reederei Warrings. Diese betreibt im Frachtverkehr nach Wangerooge außerdem noch Harle Express.
Bis zum Kauf des Fracht- und Fährschiffes Spiekeroog IV auf der Nachbarinsel Spiekeroog wurde die Insel regelmäßig von der Harle Gatt angelaufen. Da die Landerampe der Insel durch den größeren Tiefgang der Spiekeroog IV nur eingeschränkt nutzbar ist, wird auch die Harle Gatt weiterhin eingesetzt.